# Heinrich Breimer
Wilhelm Heinrich Breimer (* 10. November 1867 in Beerfelden; † 16. Mai 1947 ebenda) war ein hessischer Politiker (Nationalliberale Partei) und ehemaliger Abgeordneter der 2. Kammer der Landstände des Großherzogtums Hessen.
Heinrich Breimer war der Sohn des Bierbrauers und Gastwirts August Breimer (der ebenfalls Landtagsabgeordneter gewesen war) und dessen Frau Maria Katharina, geborene Lehr. Heinrich Breimer, der evangelischer Konfession war, heiratete am 25. Januar 1890 Christine Luise, geborene Kumpf.
Heinrich Breimer war wie sein Vater Bierbrauermeister in Beerfelden.
In der 31. bis 34. Wahlperiode (1901–1909) war Heinrich Breimer Abgeordneter der zweiten Kammer der Landstände des Großherzogtums Hessen. In den Landständen vertrat er den Wahlbezirk Starkenburg 1/Beerfelden-Hirschhorn-Wimpfen. In der 31. Wahlperiode rückte er für Georg Ludwig Schubart in den Landtag nach. 1909 rückte in der 34. Wahlperiode Johann Peter Kredel für ihn ins Parlament nach.